# Lijst van burgemeesters van Beuningen
Dit is een lijst van burgemeesters van de Nederlandse gemeente Beuningen in de provincie Gelderland.
| Ambtsperiode | Naam burgemeester                                    | Partij of stroming | Bijzonderheden |
| ------------ | ---------------------------------------------------- | ------------------ | --- |
| ?? - ??      | W. Melsen                                            |                    | |
| 1817 - 1842  | Abraham van Suchtelen (1770-1842)                    |                    | schout, secretaris 1817- en ontvanger 1818-, burgemeester en secretaris 1825-1842                                                         |
| 1842 - 1843  | Alexander Antoon baron van Hugenpoth (1805-1861)     |                    | daarna burgemeester van Herwen en Aerdt 1845-1852                                                                                         |
| 1844 - 1850  | H. Verwoert                                          |                    | |
| 1850 - 1861  | Bernardus Antonius Roes (1822-1904)                  |                    | tevens gemeentesecretaris. Daarna notaris te Winssen 1861-1903                                                                            |
| 1861 - 1876  | Pieter Anthonie Rendorp (1831-1918)                  |                    | tevens gemeentesecretaris. Daarna secretaris en ontvanger van Maarssen; werd in 1914 jhr.                                                 |
| 1876 - 1886  | W.M. van Koolwijk                                    |                    | |
| 1886 - 1900  | J.A.J. Vermeulen                                     |                    | |
| 1901 - 1923  | W.J.J. Verstraaten                                   |                    | |
| 1923 - 1935  | M.L.C. Eschweiler                                    |                    | |
| 1935 - 1939  | F.J. Terwisscha van Scheltinga                       |                    | |
| 1939 - 1974  | Mr. P.F.G.A. Geradts (1909-2001)                     |                    | Pieter Frans Gabriel Alphons |
| 1974 - 1985  | J.G.M. (Hans) Lurvink                                | KVP/CDA            | |
| 1986 - 2012  | Mr.drs. Hubertus Nicolaas Anthonius Jacobus Zijlmans | VVD                | was burgemeester van Wijhe In 2001 wegens buitengewoon verlof een half jaar waargenomen door Fons Lichtenberg (CDA)                       |
| 2012 - 2018  | C.F. (Carol) van Eert                                | PvdA               | Vanaf 2005 tot 2012 secretaris-directeur van de Stadsregio Arnhem Nijmegen. Burgemeester van gemeente Rheden geworden op 11 januari 2018. |
| 2018 - heden | Drs. D.A. (Daphne) Bergman                           | D66                | waarnemend tot 11 januari 2019 |
| 2023         | C.A.A. (Corry) van Rhee-Oud Ammerveld                | PvdA               | waarnemend |